# Републикански път III-602
Републикански път IIІ-602 е третокласен път, част от Републиканската пътна мрежа на България, преминаващ изцяло по територията на област Кюстендил. Дължината му е 28,3 км.
Пътят се отклонява надясно при 30,8 км на Републикански път I-6 след моста над река Струма и се насочва на изток по северната периферия на Кюстендилската котловина и южните склонове на Конявска планина. Преминава последователно през селата Коняво, Горна Гращица, Таваличево и Горна Козница, след което преодолява нисък вододел и навлиза в северната част на историко-географската област Разметаница. Тук минава през селата Мала Фуча и Бабино и достига до центъра на град Бобов дол, където се съединява с Републикански път III-623 при неговия 14,7 км.
| Пътища, отклоняващи се надясно (населено място, № на пътя, посока на пътя) | Км   | Пътища, отклоняващи се наляво (посока на пътя, № на пътя, населено място) |
| -------------------------------------------------------------------------- | ---- | ------------------------------------------------------------------------- |
| Община Кюстендил, I-6, 30,8 км →                                           | 0,0  | → 30,8 км, I-6, Община Кюстендил                                          |
| с. Коняво                                                                  | 2,2  | → с. Коняво, общински път (за 33,5 км на I-6)                             |
| (за с. Долна Гращица) общински път, с. Коняво ←                            | 2,8  | с. Коняво                                                                 |
| (за с. Долна Гращица) общински път, с. Горна Гращица ←                     | 4,8  | с. Горна Гращица                                                          |
| (от с. Невестино) III-621, 8,7 км, с. Горна Гращица →                      | 12,3 | с. Горна Гращица                                                          |
| (за с. Катрище) общински път, с. Таваличево ←                              | 8,8  | с. Таваличево                                                             |
| Община Бобов дол                                                           | 11,5 | Община Бобов дол                                                          |
| с. Горна Козница                                                           | 13,3 | с. Горна Козница                                                          |
| (за селата Коркина и Новоселяне) общински път ←                            | 18,7 |                                                                           |
| с. Мала Фуча                                                               | 21,8 | с. Мала Фуча                                                              |
| с. Бабино                                                                  | 23,1 | → с. Бабино, общински път (за с. Голема Фуча)                             |
| (за с. Бабинска река) общински път, с. Бабино ←                            | 24,3 | с. Бабино                                                                 |
| (от 34,9 км на II-62) III-623, 14,7 км, гр. Бобов дол →                    | 28,3 | → гр. Бобов дол, 14,7 км, III-623 (до с. Габрешевци)                      |